# Ashes Of Ares
Ashes of Ares es una banda estadounidense de heavy metal y formada en 2012 por los antiguos miembros de Iced Earth Matt Barlow y Freddie Vidales, y el baterista Van Williams (anteriormente integrante de Nevermore).

## Biografía
En junio de 2012, Matthew Barlow anunció en Facebook la creación de lo que sería su nueva banda, en la que cuenta con el antiguo bajista de Iced Earth Freddie Vidales y el baterista de Nevermore Van Williams. Tras firmar contrato con Nuclear Blast Records entran en los estudios "Morrisound" y graban su primer álbum homónimo, que vio la luz en septiembre de 2013. Durante los meses de septiembre y octubre de 2013 realizan una gira europea junto a Battle Beast y Powerwolf.
En febrero de 2017, Ashes Of Ares se separó del baterista Vad Williams.
Un segundo disco de la banda será lanzado para finales del 2018, Bajo el sello discográfico Roar! Rock Of Angels Records

## Discografía
- Ashes Of Ares (Nuclear Blast) - 2013
- Well Of Souls (Roar!Rock Of Angels Records) - 2018

### Videos musicales
- This Is My Hell
- Dead Man's Plight (Lyric video)
- Let All Despair
- Soul Searcher (Lyric Video)